# Antonio Rostagni
Antonio Rostagni (Novara, 14 luglio 1903 – Padova, 5 dicembre 1988) è stato un fisico italiano.

## Biografia
Laureatosi in Fisica all'Università di Torino nel 1925, subito dopo divenne assistente all'Istituto di Fisica della stessa, quando, conseguita la libera docenza in fisica sperimentale nel 1931, dopo alcuni anni di studio e di ricerca trascorsi in Germania, Inghilterra e Stati Uniti, divenne ordinario di fisica sperimentale all'Università di Messina nel 1935, dove rimase fino al 1938 quando passò all'Università di Padova, succedendo a Bruno Rossi allontanato dalla cattedra in seguito alle leggi razziali fasciste. Qui rimase fino al pensionamento, nel 1973.
Fu autore di importanti studi e notevoli ricerche riguardanti la fisica nucleare, la fisica terrestre, le onde elettromagnetiche, la radiazione cosmica, la fisica dei plasmi e l'interazione luce-materia. Caposcuola con Claudio Villi e Ezio Clementel della fisica nucleare a Padova (a cui si uniranno poi Gualtiero Pisent e Renato Angelo Ricci), fondarono i Laboratori nazionali di Legnaro.
Socio dell'Accademia Nazionale dei Lincei a partire dal 1950 e di altre importanti accademie e società scientifiche italiane e internazionali, fu vicepresidente dell'Istituto Nazionale di Fisica Nucleare (INFN) dal 1956 al 1958 (di cui fu uno dei fondatori assieme a Gilberto Bernardini e Edoardo Amaldi), direttore, dal 1958 al 1959, della Divisione ricerche dell'AIEA (Agenzia internazionale per l'energia atomica, sotto l'egida dell'ONU) a Vienna, nonché presidente dell'Istituto veneto di scienze, lettere ed arti di Venezia dal 1973 al 1979.
Medaglia d'oro dei benemeriti della scuola, della cultura e dell'arte del Ministero della Pubblica Istruzione, nel 1956 ricevette il Premio Feltrinelli per la Fisica.
Era fratello del filologo Augusto Rostagni.

## Opere principali
- Lezioni di fisica sperimentale, Tipo-lit. A. Viretto, Torino, 1928 (con successive edizioni).
- Lezioni di fisica sperimentale, 3 voll., Tipo-lit. F. Gili, Torino, 1940-42.
- Corso di fisica sperimentale, 3 voll., Libreria Universitaria di G. Grandi, Padova, 1946-52.
- Fisica, Tip. R. Zannoni, Padova, 1955.
- Fisica generale, 3 voll., UTET, Torino, 1973-78.[4]